# نیکیتا دوکاروز
نیکیتا دوکاروز (انگلیسی: Nikita Ducarroz؛ زادهٔ ۱۲ اوت ۱۹۹۶) دوچرخه‌سوار اهل سوئیس است.
وی در مسابقات کشوری و بین‌المللی در مجموع برندهٔ ۱ مدال نقره، ۱ مدال برنز شده‌است.